# انا
انا (به فرانسوی: Anaa) یک آب‌سنگ حلقوی در فرانسه است که در Anaa واقع شده‌است. انا ۴۹۴ نفر جمعیت دارد و ۱۱ متر بالاتر از سطح دریا واقع شده‌است.